# Список об'єктів Світової спадщини ЮНЕСКО в Бельгії
У списку об'єктів Світової спадщини ЮНЕСКО в Бельгії налічується 15 найменувань (станом на 2023 рік).
У цій таблиці об'єкти розташовані в порядку їх додавання до списку Світової спадщини ЮНЕСКО.
| №  | Зображення | Назва | Місцеположення | Час створення                    | Час внесення до списку                      | №    | Критерії        |
| -- | ---------- | --- | --- | -------------------------------- | ------------------------------------------- | ---- | --------------- |
| 1  |            | Фламандські бегінажі (англ. Flemish Béguinages) * Бегінаж Хугстратена * Бегінаж Ліру * Великий бегінаж Мехелена * Бегінаж Тюрнгаута * Бегінаж Сінт-Трейдена * Бегінаж Тонгерена * Бегінаж Дендермонде * Маленький бегінаж (Гент) * Великий Бегінаж (Гент) * Бегінаж Діста * Великий бегінаж (Левен) * Бегінаж Брюгге * Бегінаж Кортрейку | Бельгія Регіон Фландрія, провінції Антверпен, Лімбург, Східна Фландрія, Західна Фландрія та Фламандський Брабант | XIII століття                    | 1998                                        | 855  | ii, iii, iv     |
| 2  |            | Чотири підіймачі Центрального каналу та їхні околиці, Ла-Лув'єр і Ле-Рель (Ено) (англ. The Four Lifts on the Canal du Centre and their Environs, La Louvière and Le Roeulx (Hainaut)) | Бельгія | XIX — XX століття                | 1998                                        | 856  | iii, iv         |
| 3  |            | Гран-Плас, Брюссель (англ. La Grand-Place, Brussels) | Бельгія Місто Брюссель, Брюссельський столичний регіон | XVII століття                    | 1998                                        | 857  | ii, iv          |
| 4  |            | Бефруа Бельгії та Франції (англ. Belfries of Belgium and France) * Будівля міської ради Алста * Антверпенський собор * Антверпенська ратуша * Бефруа Брюгге * Ратуша з бефруа (Дендермонде) * Ратуша з бефруа (Діксмейде) * Ратуша з бефруа (Екло) * Дзвіниця Гента, суконна зала та Маммелоккер (старовинна в'язниця) * Колишня Ратуша / Палата сукнарів (Херенталс) * Бефруа з Суконною залою Іпр * Бефруа Кортрейка * Церква Святого Петра (Левен) / Дзвіниця * Бефруа Ліра * Колишня ратуша з бефруа (Ло-Ренінге) * Стара зала з бефруа (Мехелен) * Бефруа Сен-Ромбо (Мехелен) * Бефруа та ратуша (Менен) * Ратуша з бефруа (Ніувпорт) * Ратуша Ауденарде * Ратуша з бефруа (Руселаре) * Ратуша з бефруа (Сінт-Трейден) * Бефруа, ратуша та палата олдермена (Тілт) * Костел св. Германа з бефруа (Тінен) * Базиліка Тонгеренської Богоматері) * Садиба з бефруа (Верне) * Церква Святого Леонарда * Бефруа ратуші в Бінші * Бефруа ратуші в Шарлеруа * Бефруа Монса * Бефруа Намюра * Бефруа Тюена * Бефруа Турне * Бефруа Жемблу | Бельгія (спільно з Францією ) | XI—XVII століття                 | 1999 (розширено у 2005 році)                | 943  | ii, iv          |
| 5  |            | Історичний центр Брюгге (англ. Historic Centre of Brugge) | Бельгія | XII—XX століття                  | 2000                                        | 996  | ii, iv, vi      |
| 6  |            | Головні міські будинки архітектора Віктора Орта (Брюссель) (англ. Major Town Houses of the Architect Victor Horta (Brussels)) * Отель-Тассель * Отель-Сольве * Отель-ван-Етвельде * Будинок і Музей Орта | Бельгія | XIX століття                     | 2000                                        | 1005 | i, ii, iv       |
| 7  |            | Неолітичні кременеві копальні у Сп'єнні (Монс) (англ. Neolithic Flint Mines at Spiennes (Mons)) | Бельгія Провінція Ено, земля Валлонія | 5-те — 3-те тисячоліття до н. е. | 2000                                        | 1006 | i, iii, iv      |
| 8  |            | Собор Нотр-Дам у Турне (англ. Notre-Dame Cathedral in Tournai) | Бельгія Провінція Ено, земля Валлонія | XII—XIII століття                | 2000                                        | 1009 | ii, iv          |
| 9  |            | Будинок-майстерня-музейний комплекс Плантена-Моретуса (англ. Plantin-Moretus House-Workshops-Museum Complex) | Бельгія Місто Антверпен, регіон Фландрія | XVI століття                     | 2005                                        | 1185 | ii, iii, iv, vi |
| 10 |            | Букові праліси Карпат та інших регіонів Європи (англ. Ancient and Primeval Beech Forests of the Carpathians and Other Regions of Europe) * Суанський ліс — лісовий заповідник «Йозеф Званепоель» * Суанський ліс — Гріппенсделле А * Суанський ліс — Гріппенсделле Б * Суанський ліс — лісовий заповідник Тіктон A * Суанський ліс — лісовий заповідник Тіктон Б | Бельгія (спільно з Австрією , Албанією , Болгарією , Боснією і Герцеговиною , Іспанією , Італією , Німеччиною , Північною Македонією , Польщею , Румунією , Словаччиною , Словенією , Україною , Францією , Хорватією , Чехією та Швейцарією ) | —                                | 2007 (розширено у 2011, 2017 та 2021 роках) | 1133 | ix              |
| 11 |            | Палац Стокле (англ. Stoclet House) | Бельгія | 1905—1911                        | 2009                                        | 1298 | i, ii           |
| 12 |            | Основні копальні Валлонії (англ. Major Mining Sites of Wallonia) * Гран-Орню * Буа-дю-Люк * Буа-дю-Казьє * Блені-Майн | Бельгія | XVII — XX століття               | 2012                                        | 1344 | ii, iv          |
| 13 |            | Архітектурні роботи Ле Корбюзьє — видатний внесок у модернізм (англ. The Architectural Work of Le Corbusier, an Outstanding Contribution to the Modern Movement) * Будинок Гієтта | Бельгія (спільно з Аргентиною , Індією , Німеччиною , Францією , Швейцарією ) та Японією ) | XX століття                      | 2016                                        | 1321 | i, ii, vi       |
| 14 |            | Колонії доброзичливості (англ. Colonies of Benevolence) * Вортель | Бельгія (спільно з Нідерландами ) | XIX століття                     | 2021                                        | 1555 | ii, iv          |
| 15 |            | Великі курортні міста Європи (англ. The Great Spa Towns of Europe) * Спа | Бельгія (спільно з Австрією , Великою Британією , Італією , Німеччиною , Францією та Чехією ) | XVIII — XX століття              | 2021                                        | 1613 | ii, iii         |

## Географічне розташування об'єктів
| Гран-Плас та · особняки Віктора Орта Підйомники Центрального каналу Неолітичні каменярні Турнеський собор Антверпен Палац Стокле Гоґстратен Лір Мехелен Тюрнхаут Сінт-Трейден Тонгерен Дендермонде Гент Діст Левен Брюгге Кортрейк · Гранд-Горну Буа-дю-Люк Буа-дю-Казьє Блень-Мінclass=notpageimage\| Об'єкти Світової спадщини в Бельгії (зеленим позначено Фламандські бегінажі, синім копальні Валлонії) |
| |